# 肖家镇 (重庆市)
肖家镇，是中华人民共和国重庆市合川区下辖的一个乡镇级行政单位。

## 行政区划
肖家镇下辖以下地区：
肖家社区、啸马村、凉泉村、圣明村和新学村。